# Flandern-Rundfahrt

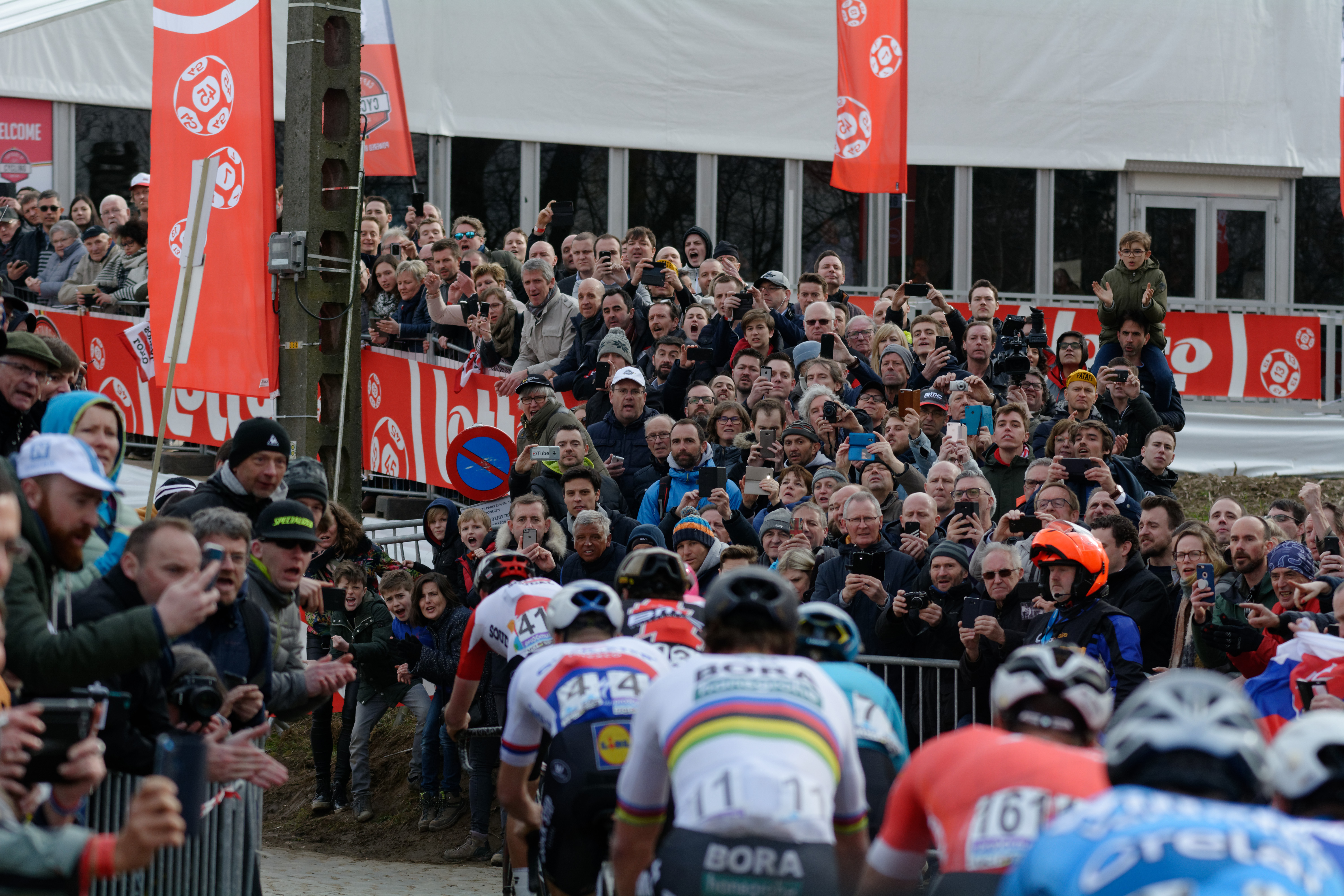
Die Auffahrt des Oude Kwaremont bei der Flandern-Rundfahrt 2018

Die Flandern-Rundfahrt (Ronde van Vlaanderen) ist das populärste Eintagesrennen Belgiens. Sie wird zu den fünf Monumenten des Radsports gezählt.
Die „Ronde“ findet jährlich Anfang April statt, eine Woche vor Paris–Roubaix. Das Rennen gehört zur UCI WorldTour, einer Serie der wichtigsten Radrennen des Jahres. Es wird jährlich von zehntausenden Besuchern am Straßenrand begleitet und hat den Charakter eines Volksfests. Es gibt auch Versionen des Rennens für Frauen sowie für Junioren und Juniorinnen.

## Geschichte

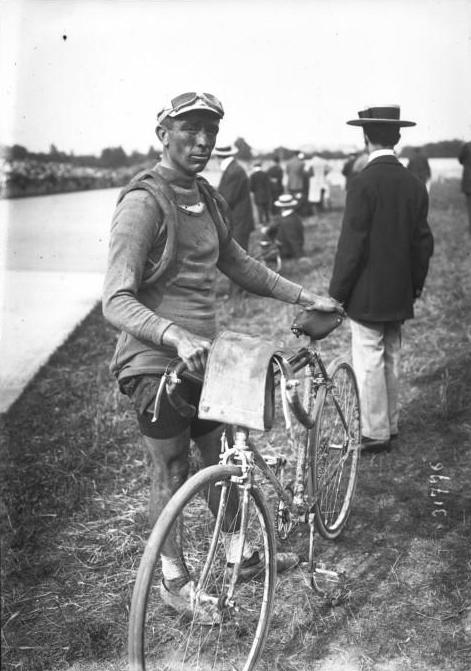
Paul Deman, Sieger der ersten Flandern-Rundfahrt 1913

### Hintergründe
Um die Jahrhundertwende ging das Interesse in Belgien am Radsport zurück, während sich der Motorsport und Fußball großem Zuspruch erfreuten. Mehrere Radrennbahnen mussten aufgrund von sinkenden Einnahmen schließen und zwischen 1902 und 1906 wurden keine belgischen Bahnmeisterschaften ausgetragen. Der Radsport verlagerte sich von der Oberschicht in den Innenstädten zu der Unterschicht in den Arbeiterrandgebieten und von der Bahn auf die Straße. Nach belgischen Erfolgen bei den Eintagesrennen Bordeaux–Paris, Mailand–Sanremo und Paris–Roubaix sowie dem ersten belgischen Gesamtsieg bei der Tour de France durch Odiel Defraeye im Jahr 1912 nahm das Interesse der Bevölkerung am Radsport jedoch wieder zu.
Überlieferungen nach begann die Geschichte der Flandern-Rundfahrt nach einem Gespräch zwischen dem Tour-de-France-Sieger Odiel Defraeye und dem Sportjournalisten Karel Van Wijnendaele bei der Meisterschaft von Flandern, die im Jahr 1912 in Koolskamp abgehalten wurde. Odiel Defraeye soll gemeint haben, dass es schön wäre, ein ähnliches Rennen wie die Tour de France in Flandern abzuhalten, worauf Karel Van Wijnendaele etwas später die Strecke der ersten Flandern-Rundfahrt im Café De Commerce auf einen Bierdeckel gezeichnet haben soll.
Heutzutage gilt es als wahrscheinlich, dass die Idee der Flandern-Rundfahrt auf Léon Van den Haute, den Direktor der Sportzeitschrift Sportwereld, zurückgeht, der in den Jahren zuvor bereits etliche Radrennen wie Paris–Roubaix, Paris–Brüssel und die Belgien-Rundfahrt mitorganisiert hatte. Mit dem Groote Leieprijs war er auch für ein Rennen um Gent zuständig, dessen Streckenführung eine große Ähnlichkeit zur Erstaustragung der Flandern-Rundfahrt aufwies. Während Léon Van den Haute als Organisator der ersten Flandern-Rundfahrt fungierte, war Karel Van Wijnendaele, der ebenfalls für Sportwereld schrieb, primär für das Marketing der Veranstaltung und der Zeitschrift verantwortlich. Weiters gilt auch ein Zusammenhang zu der Weltausstellung in Gent im Jahr 1913 als wahrscheinlich. Berichten zufolge diente die Flandern-Rundfahrt als Alternative zu den UCI-Bahn-Weltmeisterschaften, die nicht an Gent, sondern an Berlin und Leipzig vergeben worden waren.
Neben dem sportlichen hatte die Flandern-Rundfahrt bei ihrer Erstaustragung auch einen kulturellen Aspekt. Karel Van Wijnendaele nutzte das Rennen nicht nur um die Zeitschrift Sportwereld, sondern auch die Niederländische Sprache (flämisch) zu bewerben. Seit der Gründung des heutigen Belgiens im Jahr 1830 waren die französischsprachigen Wallonen die tonangebende Kraft im Land. Die Flandern-Rundfahrt war ein Ausdruck des Flämischen Nationalismus und sollte Helden und Vorbilder für das Volk hervorbringen.

### 1913–1914 (Erste Austragungen)
Die Erstaustragung fand am 25. Mai 1913 statt und führte über 324 Kilometer durch die großen Städte von West- und Ostflandern. Der Start erfolgte in Gent vor dem Café Au Repos, das in den Jahren zuvor bereits als Kontrollpunkt etlicher Radrennen gedient hatte. Anschließend ging es im Uhrzeigersinn über Sint-Niklaas, Dendermonde, Aalst, Oudenaarde, Kortrijk, Ypern, Ostende und Roeselare nach Brügge, ehe das Ziel in Gent auf dem Velodrom von Mariakerke erreicht wurde. Insgesamt nahmen 37 Fahrer an der Erstaustragung teil, wobei auch ein Franzose im Fahrerfeld vertreten war. Nach zwölfeinhalb Stunden, die fast ausschließlich auf gepflasterte Straßen absolviert wurden, gewann der Belgier Paul Deman im Zielsprint aus einer fünf Fahrer umfassenden Gruppe. Die durchschnittliche Geschwindigkeit des Siegers lag knapp unter 27 km/h. Die zweite Austragung der Flandern-Rundfahrt war mit 280 Kilometern deutlich kürzer, da die Strecke nun über Kortrijk und Roeselare direkt nach Brügge führte. Das Ziel befand sich im Velodrom von Evergem, wo sich so viele Zuseher versammelten, dass die Fahrer im Schlusssprint behindert wurden. Als Sieger ging Marcel Buysse hervor, obwohl ihm sein französisches Alycon Team den Start bei der Flandern-Rundfahrt aufgrund des Flämisch-wallonischer Konflikt verboten hatte. In den Jahren 1915 und 1918 fand die Flandern-Rundfahrt aufgrund des Ersten Weltkriegs nicht statt.

### 1919–1940 (Zwischenkriegsjahre)

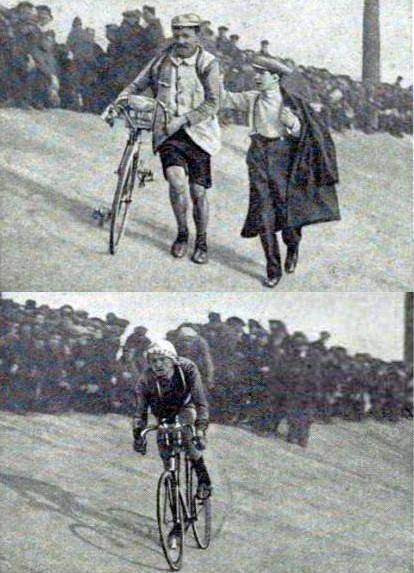
Die Ankunft der Flandern-Rundfahrt 1919 (oben Henri Van Lerberghe, unten Lucien Buysse)

An der ersten Austragung nach dem Ersten Weltkrieg nahmen 47 Fahrer teil. Unter den Startern war auch Henri Vanlerberghe, der das Rennen im Jahr 1914 auf dem zweiten Platz beendet hatte. Er kam direkt von seinem Militärposten zum Start nach Gent und rief den anderen Startern zu: „Ich werde euch alle in die Hölle fahren“. Der Belgier hielt sein Versprechen und setzte sich 120 Kilometer vor dem Ziel vom Fahrerfeld ab. Er fuhr einen großen Vorsprung heraus und kam als Solist im Zielort Gent an. Anstelle ins Velodrom von Gentbrügge zu fahren, blieb er jedoch bei einem Gasthaus stehen und bestellte ein Bier. Der Überlieferung nach trank er im Anschluss ein weiteres Bier, ehe ein Kellner den Renndirektor informierte, der dafür sorgte das Henri Vanlerberghe wieder auf sein Rad stieg, um das Rennen zu beenden. Berichten zufolge überquerte Henri Vanlerberghe die Ziellinie zu Fuß, wobei er den Zusehern zurief, dass sie nach Hause gehen könnten, weil er einen halben Tag Vorsprung habe. Schlussendlich betrug der Rückstand seiner ersten Verfolger 14 Minuten. Mit dem Kwaremont (heute Nieuwe Kwaremont) und dem Tiegemberg führte die Flandern-Rundfahrt im Jahr 1919 erstmals über zwei bekannte Anstiege der flämischen Ardennen.
In den nachfolgenden Jahren nahm die Popularität der Flandern-Rundfahrt weiter zu. Nachdem mit Jules Vanhevel (1920), René Vermandel (1921) und Léon Devos (1922) drei weitere Belgier erfolgreich gewesen waren, triumphierte der Schweizer Heiri Suter im Jahr 1923 als erster ausländischer Fahrer. Zudem gewann er im selben Jahr auch Paris–Roubaix, was zuvor noch kein anderer Fahrer geschafft hatte. Mit dem Jahr 1924 wurde das Ziel ins Citadelpark Velodrom von Gent (heute Kuipke) verlegt. Mit Gérard Debaets (1924), Julien Delbecque (1925) und Denis Verschueren (1926) waren es erneut die Belgier die ihr Heimrennen dominierten. Nach seinem ersten Sieg im Jahr 1924 gelang es Gérard Debaets als erstem Fahrer im Jahr 1927 einen zweiten Triumph bei der Flandern-Rundfahrt zu feiern. Im Jahr 1926 betrug die Durchschnittsgeschwindigkeit des Siegers erstmals über 30 km/h.

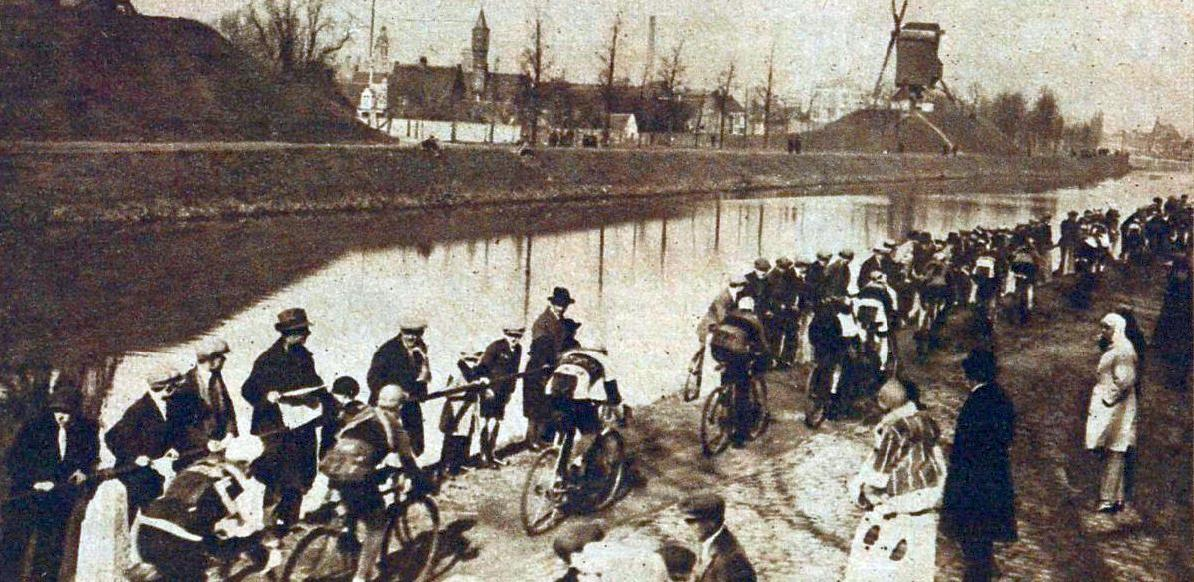
Die Flandern-Rundfahrt 1929 in Ostende

Ab dem Jahr 1928 nahmen die Organisatoren weitere Anstiege ins Programm der Flandern-Rundfahrt auf. Wie nahezu alle Straßen führten auch diese damals ausschließlich über Kopfsteinpflaster. Der Kruisberg wurde erstmals im Jahr 1928 befahren, ehe im Jahr 1930 der Edelareberg folgte, der sich in weiterer Folge neben dem Kwaremont und dem Tiegemberg als Fixpunkt der Streckenführung etablieren sollte. Eine weitere Neuerung war die Ziellinie auf den Straßen von Wetteren, nachdem die ersten elf Austragungen auf Radrennbahnen zu Ende gegangen waren. Der erste Sieger der neuen Zieleinfahrt war der Belgier Jan Mertens, ehe ihm seine Landsmänner Jef Dervaes (1929) und Frans Bonduel (1930) folgten. Die erste Titelverteidigung gelang mit Romain Gijssels ebenfalls einem Belgier, der die Austragungen der Jahre 1931 und 1932 für sich entschied. Unterdessen hatte die Popularität der Flandern-Rundfahrt ein Ausmaß erreicht, dass die Durchführung des Rennens erschwerte. Im Jahr 1932 folgen unzählige Zuseher den Fahrern mit Autos und Motorrädern, was zu zahlreichen Staus führte. Im Folgejahr beauftragte der Renndirektor Karel Van Wijnendaele die Gendarmerie hinter dem Fahrerfeld für Ordnung zu sorgen, was jedoch keinen großen Effekt zeigte. Im Jahr 1935 kollidierte ein Presse-Fahrzeug mit einem Wagon, was zu mehreren Todesfällen führte. Um dem Chaos entgegenzuwirken, nahm sich in den nachfolgenden Jahren die Polizei der Sicherheit der Fahrer und Zuseher an und führte Straßensperrungen durch. Mit Siegen durch Alfons Schepers (1933), Gaston Rebry (1934), Louis Duerloo (1935), Louis Hardiquest (1936), Michel d’Hooghe (1937), Edgard De Caluwé (1938) und Karel Kaers (1939) waren weiterhin die Belgier die dominierende Nation bei der Flandern-Rundfahrt. Im Jahr 1939 kaufte die Zeitschrift Het Nieuwsblad die Sportzeitschrift Sportwereld, die nun als Beilage fungierte.

### 1940–1945 (Zweiter Weltkrieg und deutsche Besatzung)
Wenige Wochen vor der deutschen Westoffensive fand im Jahr 1940 die letzte Flandern-Rundfahrt des neutralen Belgiens statt. Den Sieg sicherte sich der Belgier Achiel Buysse, der seinen Titel im nachfolgenden Jahr unter anderen Bedingungen verteidigen sollte. Die 25. Austragung der Flandern-Rundfahrt fand im Jahr 1941 unter der Besatzung Nazi-Deutschlands statt, während andere große Rennen wie die Tour de France oder Lüttich–Bastogne–Lüttich nicht ausgetragen wurde. Dies war nur durch eine Kollaboration zwischen dem Veranstalter Het Nieuwsblad und den Besatzern möglich. Zwischen 1941 und 1944 sorgte die Militärpolizei für eine sichere Durchführung des Rennens, was in Flandern für Unmut sorgte. Nach der Befreiung Belgiens durch die Alliierten, führte die Zeitschrift Het Volk im Jahr 1945 eine Konkurrenz-Veranstaltung durch, die unter dem Namen Omloop van Vlaanderen lief. Die Ähnlichkeit des Namens sorgte bei den Organisatoren für Empörung und nach längeren Streitigkeiten musste die Zeitschrift Het Volk ihr Rennen umbenennen, das später als Omloop Het Volk (heute Omloop Het Nieuwsblad) bekannt wurde.
Zur Zeit der deutschen Besatzung, fand im Jahr 1941 die bislang kürzeste Austragung der Flandern-Rundfahrt statt. Das Ziel wurde zurück nach Gent auf die Kuipke verlegt und die Anzahl der Starter sank zeitweise auf gerade einmal 67 Fahrer. Neuerungen jener Jahre waren die erstmals genutzten Kamera-Fahrzeuge und die Erzeugung von Tonfilmen, die die Bevölkerung im Kino schauen konnten. Nach dem Enden der Besatzung kehrte der Zielstrich nach Wetteren zurück. Mit seinem dritten Sieg im Jahr 1943 stellte Achiel Buysse einen neuen Rekord auf. Dazwischen war Albéric Schotte im Jahr 1942 erfolgreich. Der letzte Sieger unter deutscher Besatzung war Rik Van Steenbergen im Jahr 1944, ehe Sylvain Grysolle die Flandern-Rundfahrt des Jahres 1945 gewann.

### 1946–1961 (Nachkriegszeit und Internationalisierung)
Im Jahr 1946 feierte Rik Van Steenbergen seinen zweiten Sieg bei der Flandern-Rundfahrt. Das Starterfeld hatte sich im Vergleich zum Vorjahr mit 218 Fahrern fast verdoppelt und mit Louis Thiétard waren auch die Franzosen ins weiterhin belgisch dominierte Fahrerfeld zurückgekehrt. Nachdem mit Emiel Faingnaert ein weiterer einheimischer Fahrer siegreich gewesen war, wurde die Flandern-Rundfahrt im Jahr 1948 Teil der neu geschaffenen Challenge Desgrange-Colombo, die die wichtigsten Radrennen in Frankreich, Italien und Belgien zu einer gemeinsamen Rennserie zusammenfasste. Der Belgier Albéric Schotte gewann nach dem Jahr 1942 seine zweite Flandern-Rundfahrt und sicherte sich zudem die Gesamtwertung der Challenge Desgrange-Colombo.
Im Jahr 1949 endete die Siegesserie der Belgier, die mit Ausnahme des Jahres 1923 alle Austragungen ihres Heimrennens gewonnen hatten. Mit Fiorenzo Magni gewann ein Italiener drei Austragungen hintereinander (1949–1951), was vor ihm keinem anderen Fahrer gelungen war. Im Jahr 1950 führte die Flandern-Rundfahrt erstmals über die Mauer von Geraardsbergen. Bereits bei ihrer Erstbefahrung beeinflusste sie das Rennen maßgeblich, da sich der spätere Sieger Fiorenzo Magni auf dem Kopfsteinpflaster-Anstieg von seinen Begleitern absetzte und als Solist in Wetteren ankam. Mit dem Tiegemberg, Kwaremont, Kruisberg, Edelareberg und der Mauer von Geraardsbergen wurden im Jahr 1950 erstmals fünf Anstiege (sogenannte Hellingen) überquert. Bis ins Jahr 1952 blieb die Mauer von Geraardsbergen im Programm der Streckenführung, ehe sie durch die Klooserstraat (heute Abdijstraat) ersetzt wurde.
Im Zuge der fortschreitenden Internationalisierung des Radsports nahmen nach und nach immer mehr ausländische Fahrer an der Flandern-Rundfahrt teil. Während in den Jahren 1952 und 1954 mit Roger Decock und Raymond Impanis erneut zwei Belgier triumphierten, trug sich dazwischen mit Wim Van Est der erste Niederländer in die Siegerliste ein. Im Jahr 1955 folgte mit Louison Bobet der erste Franzose, der als erster Fahrer die Flandern-Rundfahrt und die Tour de France für sich entscheiden konnte. Ein Jahr später gewann sein Landsmann Jean Forestier, ehe mit Fred De Bruyne (1957) und Germain Derycke (1958) wieder zwei Belgier erfolgreich waren. Im Jahr 1959 endete die Challenge Desgrange-Colombo. Die Flandern-Rundfahrt blieb jedoch eines der wichtigsten Eintagesrennen der Saison. Die 43. Austragung gewann der Belgier Rik Van Looy, der so als erster Fahrer alle fünf Monumente des Radsports für sich entscheiden konnte.
Im Jahr 1960 wurde die Flandern-Rundfahrt ein Teil der Super-Prestige-Pernod-Wertung, die die Challenge Desgrange-Colombo ersetzt hatte. Mit Arthur De Cabooter setzte sich erneut ein Belgier durch, ehe ihm Tom Simpson als erster britischer Sieger nachfolgte. Am 20. Dezember des Jahres 1961 starb mit Karel Van Wijnendaele der langjährige Renndirektor der Flandern-Rundfahrt. Seit ihrer Erstaustragung im Jahr 1913 hatte sich das Rennen zu einem der wichtigsten Eintagesrennen entwickelt. Unter ihm waren mit dem Statieberg, Eikenberg, Katteberg, Berg ten Stene, Valkenberg und der Kasteelstraat zwischen den Jahren 1956 und 1961 neue Anstiege ins Programm aufgenommen worden, die die flämischen Ardennen vermehrt ins Zentrum stellten und richtungsweisend für die nachfolgenden Austragungen waren. Nach seinem Tod wurde ihm ein Denkmal oberhalb des Kwaremont gewidmet. Die dortige Straße trägt den Namen Ronde van Vlaanderenstraat und wird im heutigen Parcours mehrfach befahren.

### 1962–1972 (Bau von Asphaltstraßen)
Im Jahr 1962 wurde das Ziel von Wetteren zurück nach Gentbrügge verlegt. Rik Van Looy feierte nach 1959 seinen zweiten Erfolg, ehe sein Landsmann Noël Foré im Jahr 1963 als erster Sieger eine Durchschnittsgeschwindigkeit von über 40 km/h aufwies. Mit Rudi Altig war im Jahr 1964 erstmals ein Deutscher bei der Flandern-Rundfahrt erfolgreich. Im starken Gegenwind hatte er sich rund 60 Kilometer vor dem Ziel absetzten können und kam als Solist im neuen Zielort Merelbeke an. Rudi Altig absolvierte die 236 Kilometer mit einem Schnitt von über 41 km/h und stellte somit einen neuen Rekord auf. Die höheren Geschwindigkeiten waren auch auf die verbesserten Straßenbedingungen zurückzuführen, da Asphalt und Beton die traditionellen Kopfsteinpflasterstraßen nach und nach ablösten. Im Jahr 1965 begann die Asphaltierung des Kwaremont, der seit dem Jahr 1919 stets Teil der Flandern-Rundfahrt gewesen war. Nach einjähriger Abwesenheit kehrte er im Jahr 1967 ins Programm des Eintagesrennens zurück, hatte jedoch aufgrund des glatten Untergrunds an Bedeutung verloren. Mit den Kopfsteinpflaster-Passagen des Valkenberg und der Kasteelstraat (heute Aalbroekstraat in Gavere) hatten sich unterdessen zwei neue Anstiege im Finale des Rennens etabliert.
Mit Jo de Roo gewann nach Rudi Altig ein weiterer Niederländer, ehe sich mit Edward Sels ein Belgier die 50. Austragung im Jahr 1967 sicherte. Im Anschluss folgte die Ära des Eddy Merckx, der den Radsport mit zahlreichen Siegen im nachfolgenden Jahrzehnt prägte. Bei der Flandern-Rundfahrt fuhr er insgesamt sechs Mal aufs Podium. Nach Siegen von Dino Zandegù (1967) und Walter Godefroot (1968), gewann Eddy Merckx erstmals im Jahr 1969, nachdem er sich 70 Kilometer vor dem Ziel von den restlichen Fahrern abgesetzt hatte. Im Jahr 1970 kehrte die Mauer von Geraardsbergen ins Programm der Streckenführung zurück. Zudem wurde erstmals der Bosberg überquert, ehe es über den Valkenberg zum Zielort Merelbeke ging. Obwohl Eddy Merckx auch bei den nachfolgenden Austragungen als Favorit ins Rennen ging, war es sein Landsmann Eric Leman, der in den Jahren 1970, 1972 siegreich war. Dazwischen trug sich der Niederländer Evert Dolman in die Siegerliste ein.

### 1973–1988 (Zielankunft in Ninove)
Im Jahr 1973 kam es zu einer richtungsweisenden Veränderung der Streckenführung. Mit Ninove wurde das Ziel in unmittelbarer Nähe zu den flämischen Ardennen verlegt, deren kurze aber steile Anstiege somit weiter an Bedeutung gewannen. Die Mauer von Geraardsbergen etablierte sich in weiterer Folge als Aushängeschild der Flandern-Rundfahrt. Mit der ersten Live-Übertragung im Fernsehen, wurde das Rennen zudem einem größeren Publikum zugänglich. Der erste Sieger auf der neuen Streckenführung, die sich über fast vier Jahrzehnte nur geringfügig ändern sollte, war erneut Eric Leman, der mit seinem dritten Sieg mit Achiel Buysse und Fiorenzo Magni gleichzog.
Im Jahr 1974 wurden mit dem Oude Kwaremont und Taaienberg zwei der bekanntesten Hellingen der Flandern-Rundfahrt ins Programm aufgenommen. Der Oude Kwaremont ersetzte den ursprünglichen Kwaremont Anstieg (heute N36 alias Nieuwe Kwaremont), der nach seiner Asphaltierung an Bedeutung verloren hatte. Dasselbe galt auch für den Valkenberg der aufgrund des neuen Untergrunds aus dem Programm genommen wurde. Nachdem der Niederländer Cees Bal als Solist im Jahr 1974 triumphiert hatte, wurde Eddy Merckx ein Jahr später ein weiteres Mal seiner Favoritenrolle gerecht und gewann im Regenbogentrikot nach 1969 seine zweite und letzte Flandern-Rundfahrt. Die entscheidende Attacke lancierte er rund 100 Kilometer vor dem Ziel, als er sich im Oude Kwaremont gemeinsam mit Frans Verbeeck vom Fahrerfeld absetzte. Mit dem Koppenberg wurde im Jahr 1976 ein weiterer bekannter Anstieg des Rennens eingeführt. Die Entscheidung die bis zu 22 % steile Auffahrt in die Streckenführung aufzunehmen, fiel erst kurz vor dem Start. Mit Francesco Moser, Marc Demeyer, Walter Planckaert, Roger De Vlaeminck und Freddy Maertens passierten nur fünf Fahrer den Anstieg, ohne abzusteigen. Das Quintett setzte sich im Anschluss von dem Hauptfeld ab, ehe der Belgier Walter Planckaert für einen weiteren einheimischen Sieg sorgte.

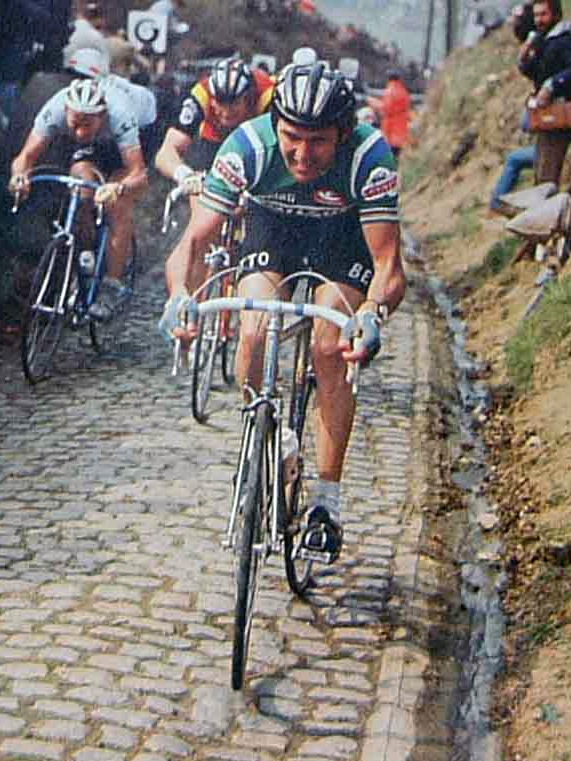
Roger De Vlaeminck im Anstieg des Koppenberg (1978)

Mit Sint-Niklaas änderte sich im Jahr 1977 auch der Startort der Flandern-Rundfahrt. Eddy Merckx griff erneut am Oude Kwaremont an und konnte sich absetzte, ehe er nach dem Koppenberg von Roger De Vlaeminck und Freddy Maertens eingeholt wurde. Eddy Merckx, dessen Dominanz zwischenzeitlich gebrochen war, konnte den beiden im weiteren Verlauf nicht folgen und gab das Rennen auf, ehe er seine Karriere ein Jahr später beendete. Sieger der 61. Austragung wurde Roger De Vlaeminck. Sowohl der zweitplatzierte Freddy Maertens als auch der drittplatzierte Walter Planckaert wurden aufgrund eines positiven Dopingtests aus der Ergebnisliste gestrichen. Auch in den anschließenden Austragungen waren es die Belgier und Niederländer, die die Flandern-Rundfahrt dominierten. Als entscheidende Passagen etablierten sich die Kopfstein-Pflasteranstiege des Koppenberg, der Mauer von Geraardsbergen und des Bosberg, der seit dem Jahr 1975 die letzte Schwierigkeit der Streckenführung darstellte. Im Jahr 1978 triumphierte Walter Godefroot zehn Jahre nach seinem ersten Erfolg, ehe Jan Raas die Austragungen der Jahre 1979 und 1983 für sich entschied. Dazwischen waren Michel Pollentier (1980), Hennie Kuiper (1981) und René Martens (1982) erfolgreich. Nach dem zweiten Triumph von Jan Raas folgten Johan Lammerts (1984), Eric Vanderaerden (1985), Adrie van der Poel (1986) und Claude Criquielion (1987), wobei der Ire Sean Kelly das Rennen dreimal auf dem zweiten Platz beendete.
Im Jahr 1987 wurde der Ausreißer Jesper Skibby im Anstieg des Koppenberg von einem Jury-Fahrzeug angefahren. Während der Däne unverletzt blieb, wurde sein Rad beschädigt und Jesper Skibby gab das Rennen in weiterer Folge auf. Der Zwischenfall sorgte dafür, dass der Koppenberg aus dem Programm genommen wurde und erst im Jahr 2002 nach einer großangelegten Sanierung zurückkehrte. In den Jahren zuvor hatte sich der Koppenberg häufig als rennentscheidend erwiesen, da immer wieder Fahrer zu Sturz gekommen waren oder absteigen hatten müssen, was zu Staus führte und die Fahrer dazu veranlasste den Anstieg zu Fuß zu überqueren. Nach seiner einzigen Teilnahme bei der Flandern-Rundfahrt im Jahr 1978 bezeichnete Bernard Hinault den Koppenberg als „cochonnerie“ (Schweinerei). Zeitgleich mit dem Koppenberg ging auch die Ära der Super-Prestige-Pernod-Wertung zu Ende. Im Jahr 1988 gewann Eddy Planckaert die 72. Austragung der Flandern-Rundfahrt.

### 1989–2011 (Etablierung als Monument des Radsports)
Nach dem Ende der Super-Prestige-Pernod-Wertung folgte im Jahr 1989 die erste Austragung des UCI-Straßenradsport-Weltcups. In diesem waren die wichtigsten Eintagesrennen des Radsportkalenders vertreten. Neben Mailand–Sanremo, Paris–Roubaix, Lüttich–Bastogne–Lüttich und dem Amstel Gold Race, stellte die Flandern-Rundfahrt eines der fünf größten Rennen im Frühjahr dar. Gegen Ende der 90er Jahre setzte sich der Begriff der Monumente des Radsports durch, wobei nur Rennen deren Erstaustragung vor dem Ersten Weltkrieg stattfanden, berücksichtigt wurden. Aufgrund des starken Fahrerfelds und der bekannten Sieger hatte sich die Flandern-Rundfahrt jedoch ohnehin zu einem der wichtigsten Radrennen entwickelt.
Die Streckenführung hatte sich seit dem Jahr 1973 nur geringfügig verändert, wobei sich mit dem Molenberg und Paterberg die Anzahl der Anstiege von sechs auf zwölf verdoppelt hatte. Mittlerweile waren nahezu alle Straßen in Flandern asphaltiert worden und die Organisatoren nahmen neben den kleinen gepflasterten Nebenstraßen auch steile asphaltierte Straßen wie den Berendries (1983) und den Kortekeer (1988) ins Programm auf. Das Herzstück des Rennens blieb jedoch die Kombination aus der Mauer von Geraardsbergen und dem Bosberg, auf dem auch Edwig Van Hooydonck Angriff, ehe er die Austragung des Jahres 1989 gewann. Nachdem Moreno Argentin als dritter Italiener im Jahr 1990 gewonnen hatte, feierte der Belgier im Jahr 1991 seinen zweiten Triumph.

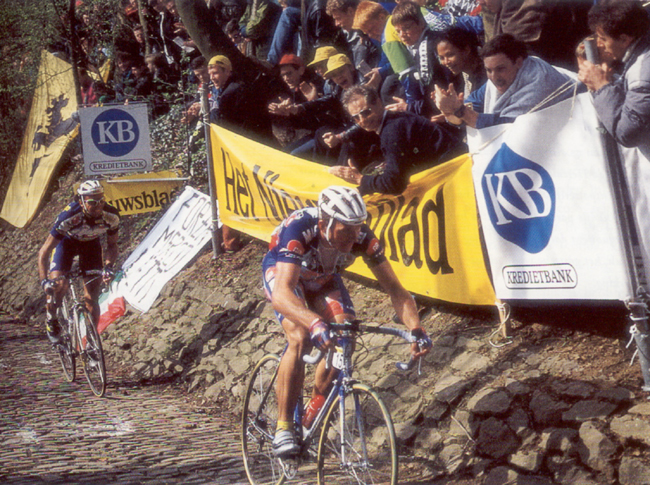
Johan Museeuw setzt sich im Jahr 1995 auf der Mauer von Geraardsbergen ab.

Den dritten Platz des Jahres 1991 belegte Johan Museeuw, der die anschließenden Austragungen der Flandern-Rundfahrt entscheidend prägen sollte. Der Belgier fuhr insgesamt acht Mal aufs Podium und gewann als vierter Fahrer drei Austragungen der „Ronde“. Nach dem Franzosen Jacky Durand (1992) siegte er in den Jahren 1993, 1995 und 1998, wobei er sich im Jahr 1994 nur knapp dem Italiener Gianni Bugno geschlagen geben musste. Mit Michele Bartoli triumphierte im Jahr 1996 ein weiterer Italiener, ehe Rolf Sørensen als erster Däne erfolgreich war. Nach über zwanzig Jahren wechselte der Startort mit Brügge erneut in eine größere Stadt, das Finale blieb jedoch unverändert. Zwischenzeitlich hatten die Organisatoren weitere Anstieg ins Programm aufgenommen, was die Flandern-Rundfahrt selektiver gestaltete. Nach Johan Museeuw waren es mit Peter Van Petegem (1999) und Andreï Tchmil (2000) erneut die Belgier, die ihr Heimrennen dominierten, wobei sich die Italiener mit Siegen durch Gianluca Bortolami (2001) und Andrea Tafi (2002) als zweit stärkste Kraft etablierten. Mit dem Koppenberg, kehrte im Jahr 2002 einer der bekanntesten Anstiege der Flandern-Rundfahrt ins Programm zurück. Im Jahr 2003 feierte Peter Van Petegem seinen zweiten Triumph und gewann wenige Tage später auch Paris–Roubaix, was vor ihm erst sieben anderen Fahrern gelungen war. Mit Steffen Wesemann trug sich im Jahr 2004 ein zweiter Deutscher Fahrer in die Siegerliste ein.

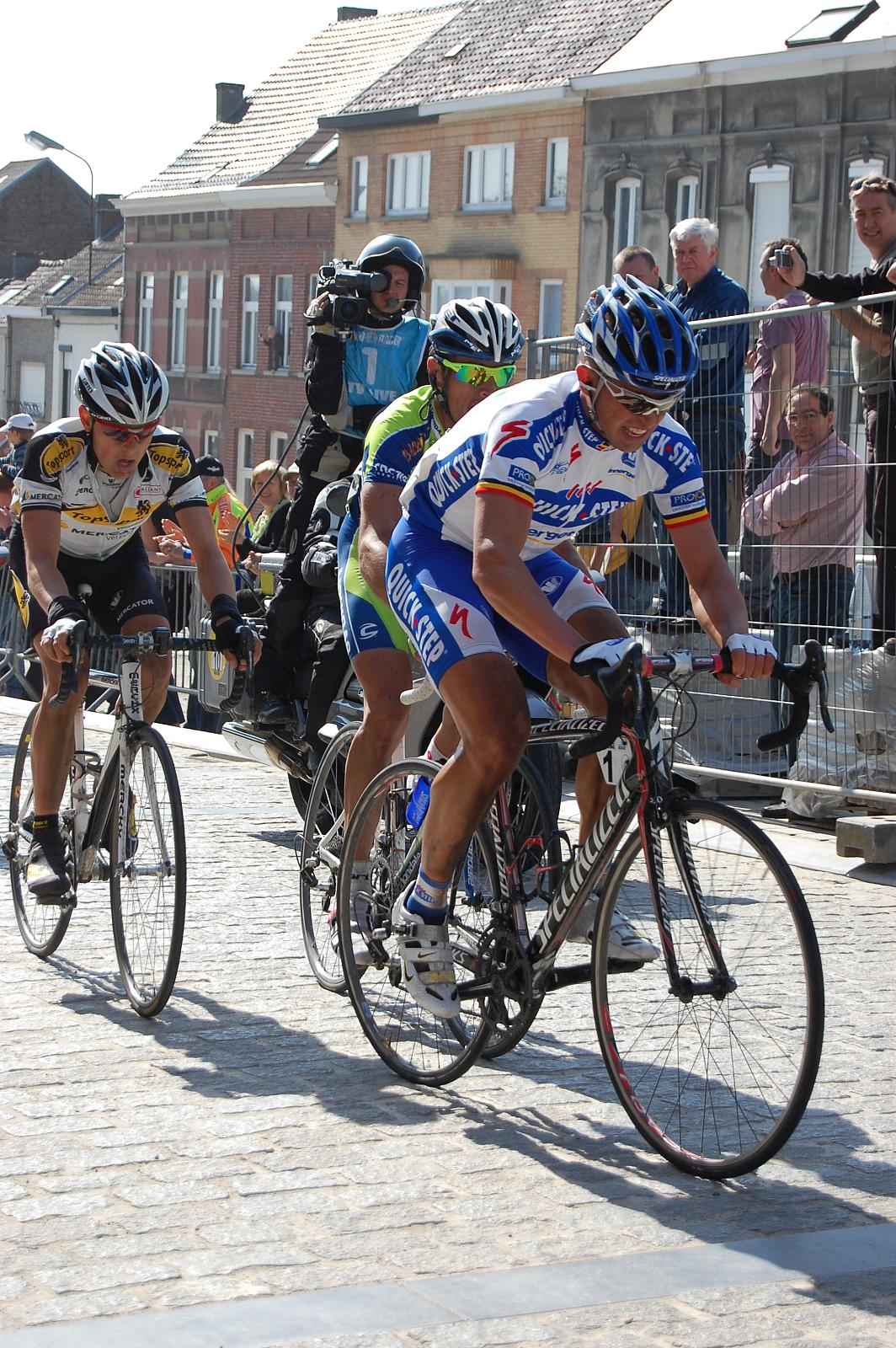
Stijn Devolder bei der Einfahrt in die Mauer von Geraardsbergen (2009)

Mit dem Jahr 2004 endete der UCI-Straßenradsport-Weltcup und wurde durch die UCI ProTour ersetzt. Die neue Rennserie umfasste neben der Flandern-Rundfahrt und den anderen Klassikern auch Etappenrennen wie die Tour de France. Zwischenzeitlich war mit Tom Boonen ein weiterer Belgier zum großen Dominator aufgestiegen. Im Jahr 2005 gewann er seine erste Flandern-Rundfahrt, ehe er eine Woche später auch bei Paris-Roubaix triumphierte. Im darauffolgenden Jahr verteidigte er als erster Fahrer seit über 30 Jahren seinen Titel und krönte sich zum ersten Sieger im Regenbogentrikot seit Eddy Merckx im Jahr 1975. Mit dem Sieg von Alessandro Ballan endeten im Jahr 2007 die erfolgreichen Jahre der Italiener bei der Ronde. Während die französischen und italienischen Rennen nach der Saison des Jahres 2007 aufgrund von Streitigkeiten aus der UCI ProTour ausstiegen, blieb die Flandern-Rundfahrt ein Teil der Rennserie.
Im Jahr 2008 verkaufte das Medienhaus Corelio (heute Mediahuis), das mittlerweile Besitzer von Het Nieuwsblad war, die Rechte an der Flandern-Rundfahrt an die TV-Holding De Vijver Media, die von dem Belgier Wouter Vandenhaute geleitet wurde. Die Übernahme erfolgte aufgrund der besseren Beziehungen von De Vijver zur Sportwelt, wobei Corelio als Anteilsträger von 40 % weiter mit dem Rennen verbunden blieb. Im Anschluss gründete Wouter Vandenhaute gemeinsam mit Erik Watté die Firma Flanders Classics, die ab dem Jahr 2010 die Flandern-Rundfahrt organisierte. Mit Stijn Devolder war in den Jahren 2008 und 2009 der Teamkollege von Tom Boonen erfolgreich. Im Jahr 2010 kam es zum Duell zwischen Fabian Cancellara und Tom Boonen, die die Klassiker der vergangenen Jahre geprägt hatten. Nach einem Angriff auf dem Molenberg setzten sich die beiden rund 44 Kilometer vor dem Ziel von den restlichen Fahrern ab und absolvierten die nachfolgenden Kilometer gemeinsam, ehe sie zur vorletzten Steigung, der Mauer von Geraardsbergen, gelangten. Auf dem Kopfsteinpflaster-Anstieg forcierte Fabian Cancellara das Tempo und konnte sich entscheidend absetzten. Nach Heiri Suter gewann er im Anschluss als zweiter Schweizer die Flandern-Rundfahrt. Der Antritt von Cancellara sorgte im Nachhinein immer wieder für Aufregung, da er beschuldigt wurde einen Motor in seinem Fahrrad eingebaut zu haben. Im Jahr 2011 endete die Flandern-Rundfahrt beim Sieg von Nick Nuyens zum bislang letzten Mal in Ninove. Im selben Jahr war die umstrittene UCI ProTour durch die UCI WorldTour ersetzt worden, die bis heute die wichtigsten Rennen des Straßenradsports umfasst.

### 2012–heute (Finale um Oudenaarde)

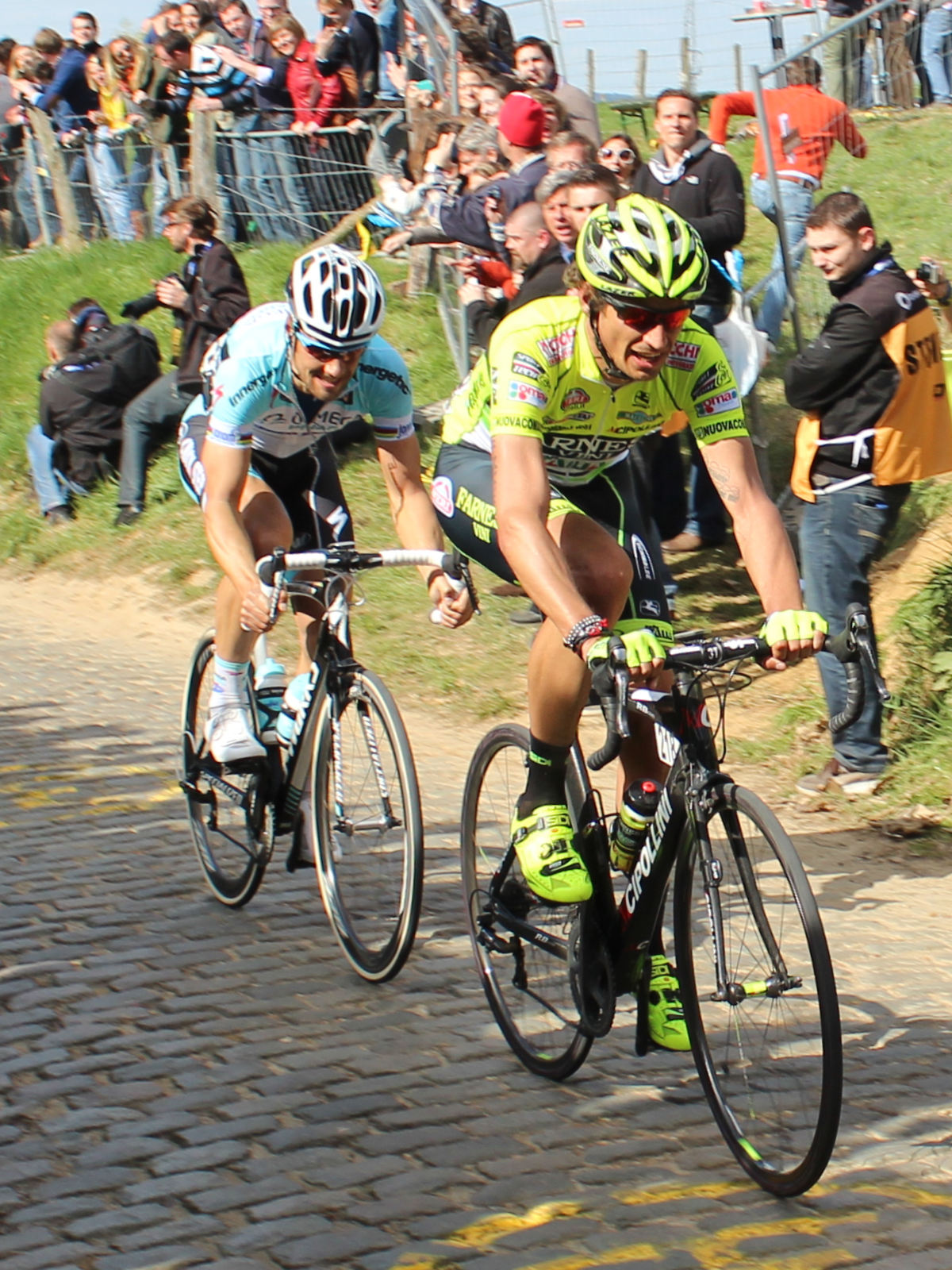
Filippo Pozzato (vorne) und Tom Boonen (hinten) bei der letzten Auffahrt des Oude Kwaremont (2012)

Im Jahr 2012 änderte die Flandern-Rundfahrt ihre Streckenführung. Die Mauer von Geraardsbergen und der Bosberg, die in den letzten Jahren das Finale des Klassikers gebildet hatten, wurden aus dem Programm genommen und durch den Oude Kwaremont und Paterberg ersetzt. Das Ziel wurde nach Oudenaarde verlegt und rund 13 Kilometer nach der Überquerung der letzten Helling erreicht. Tom Boonen feierte auf der neuen Streckenführung seinen dritten Erfolg und zog so mit Rekordsiegern Achiel Buysse, Fiorenzo Magni, Eric Leman und Johan Museeuw gleich. Fabian Cancellara musste nach einem Sturz das Rennen beenden.
In den Jahren 2013 und 2014 gewann Fabian Cancellara und kam zu der Liste der Rekordsieger hinzu. Im Jahr 2014 etablierte sich zudem eine neue Schlussrunde. Nachdem der Oude Kwaremont und Paterberg passiert worden waren, führte die Strecke über den Koppenberg, Steenbergdries, Taaienberg und Oude Kruisberg; die Anstiege des Oude Kwaremont und Paterberg dienten als Abschluss.

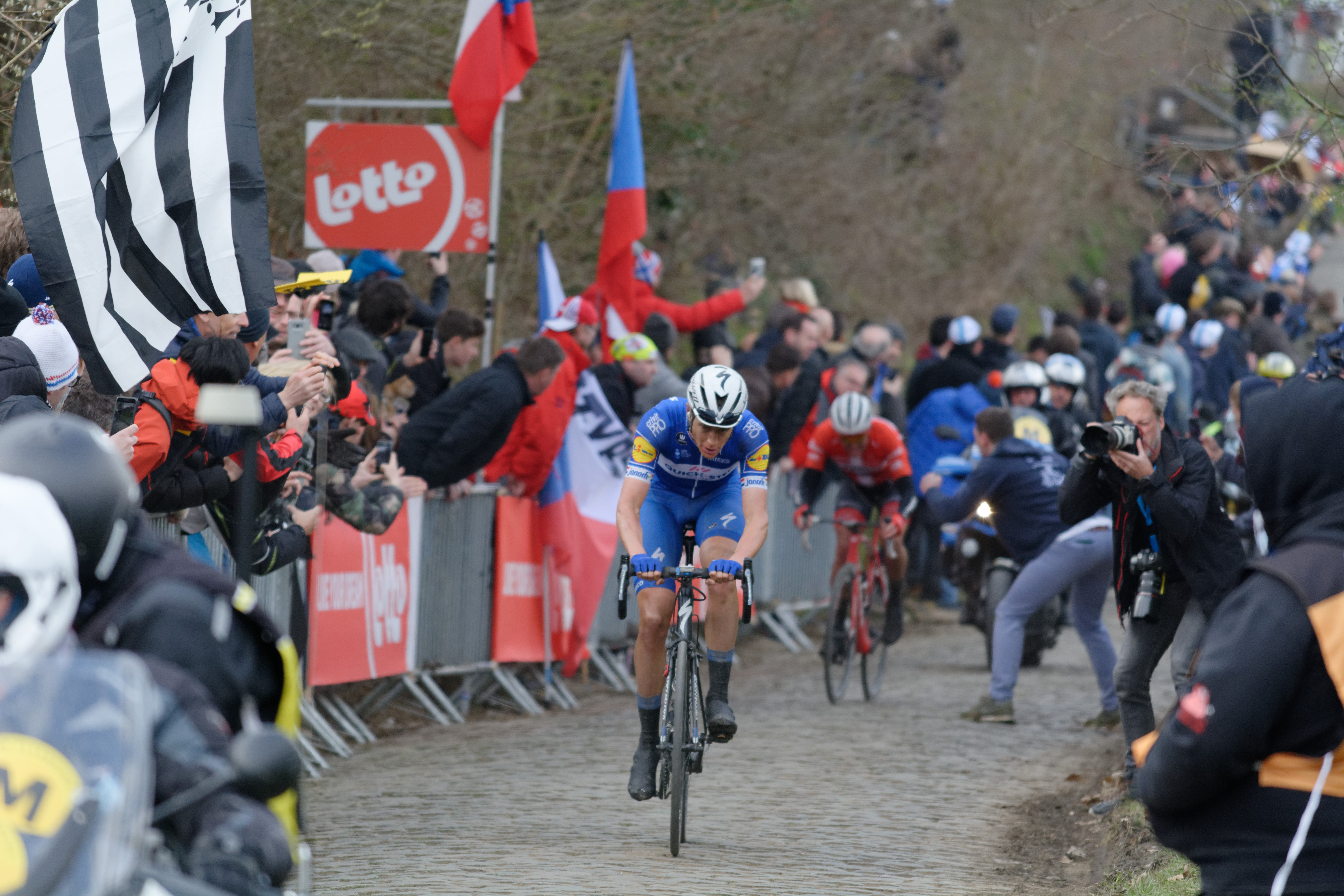
Niki Terpstra setzte sich im Jahr 2018 auf dem Oude Kwaremont ab

2015 gewann der Norweger Alexander Kristoff. 2016 gewann der Slowake Peter Sagan im Trikot des Weltmeisters; dahinter belegte Fabian Cancellara bei seinem letzten Antritt den zweiten Rang. 2016 wurde die Flandern-Rundfahrt zum hundertsten Mal ausgetragen.
Im Jahr 2017 kehrte die Mauer von Geraardsbergen einmalig rund 70 Kilometer vor dem Ziel ins Programm der Ronde zurück, nachdem sie seit der Streckenänderung im Jahr 2012 nicht mehr befahren worden war. Auf dem legendären Anstieg setzte sich eine Ausreißergruppe ab, in der auch Tom Boonen war, der seine letzte Flandern-Rundfahrt bestritt. Der Sieg ging an seinen Teamkollegen und Landsmann Philippe Gilbert, der 55 Kilometer vor dem Ziel auf dem Oude Kwaremont erneut das Tempo forcierte und als Solist im Ziel ankam. Im Jahr 2018 gewann der Niederländer Niki Terpstra, ehe der Außenseiter Alberto Bettiol für den ersten italienischen Sieg seit Allessandro Ballan im Jahr 2007 sorgte.
Die Austragung des Jahres 2020 wurde maßgeblich von der COVID-19-Pandemie beeinflusst. Nachdem das Rennen im Frühjahr zunächst hatte abgesagt werden müssen, wurde es im Rahmen eines alternativen Rennkalenders ohne Zuschauer im Oktober nachgeholt. Die 104. Austragung stand ganz im Zeichen des Duells zwischen den Cyclocross-Spezialisten Mathieu van der Poel und Wout van Aert. Nachdem sich die beiden rund 40 Kilometer vor dem Ziel im Anstieg des Taaienberg gemeinsam mit dem damaligen Weltmeister Julian Alaphilippe von den restlichen Fahrern hatten absetzen können, kollidierte der Franzose mit einem Begleitmotorrad und kam zu Sturz. Im Zielsprint setzte sich Mathieu van der Poel mit einem minimalen Vorsprung durch und gewann 34 Jahre nach seinem Vater Adrie van der Poel. Im Jahr 2021 erreichte Mathieu van der Poel die Zielgerade gemeinsam mit Kasper Asgreen, musste sich dem Dänen jedoch im Sprint geschlagen geben, ehe er im Jahr 2022 erneut erfolgreich war. Die Flandern-Rundfahrt des Jahres 2023 gewann Tadej Pogačar. Der Slowene war nach Louison Bobet und Eddy Merckx erst der dritte Tour-de-France-Sieger, der auch die Flandern-Rundfahrt gewinnen konnte.
Im Jahr 2024 war es erneut Mathieu van der Poel, der im Regenbogentrikot seinen dritten Sieg feierte und so mit den Rekordsiegern Achiel Buysse, Fiorenzo Magni, Eric Leman, Johan Museeuw, Tom Boonen und Fabian Cancellara gleichzog. Eine entscheidende Rolle bei dieser Austragung spielte der Koppenberg, dessen nasses Kopfsteinpflaster fast das gesamte Fahrerfeld zum Absteigen zwang.

## Strecke

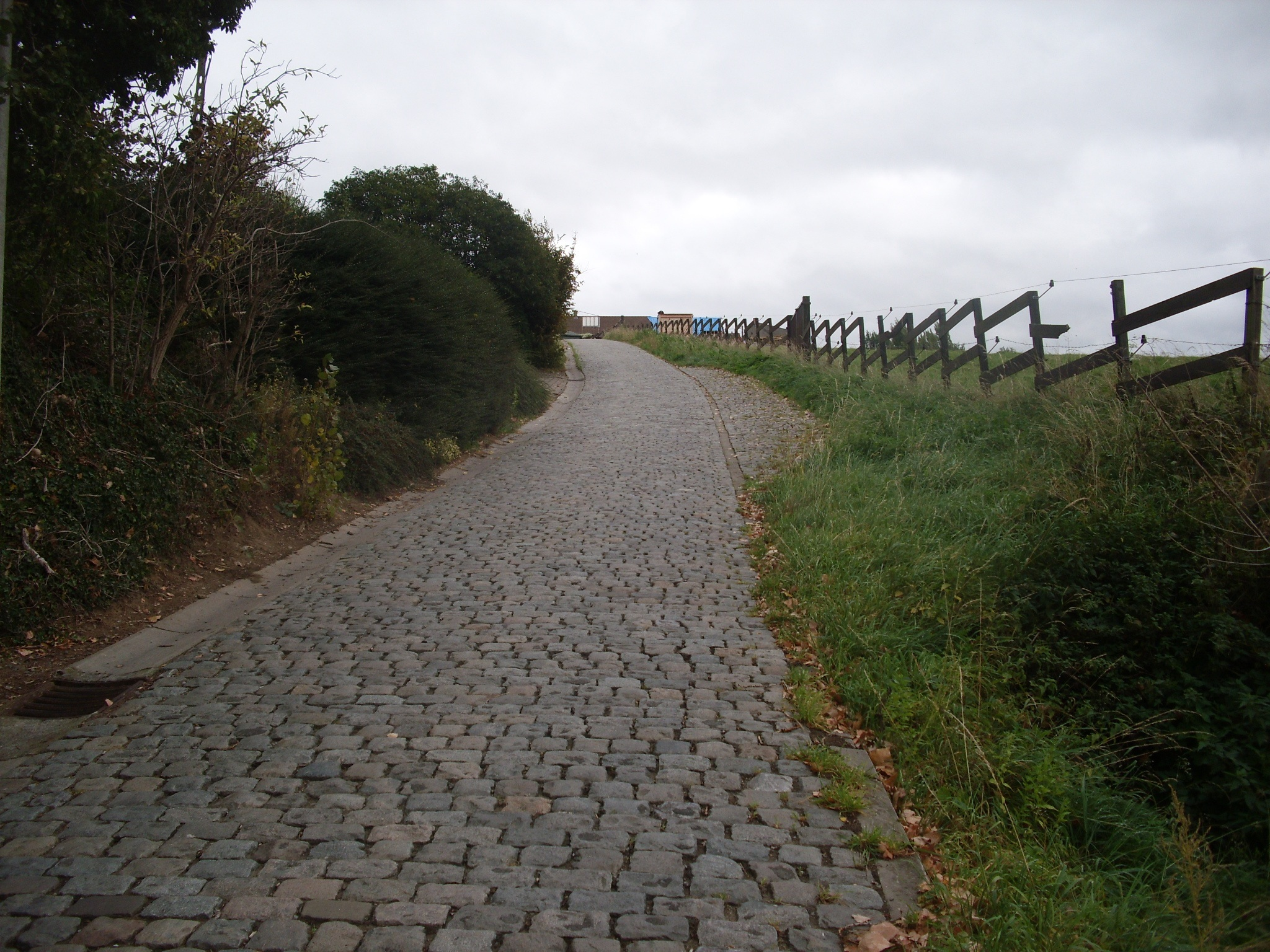
Auffahrt des Paterbergs

Die erste Austragung 1913 war, getreu dem Namen des Rennens, eine Rundfahrt von Gent aus durch die größten Orte Ost- und Westflanderns und endete nach 324 km im Genter Ortsteil Mariakerke. Das Konzept einer Rundfahrt von und nach Gent wurde bis 1972 im Wesentlichen beibehalten, auch wenn sich der Parcours im Einzelnen veränderte; so war das Ziel lange Jahre im Vorort Wetteren oder im Ortsteil Gentbrugge.
1973 wurde das Ziel nach Meerbeke bei Ninove verlegt, das Rennen war damit keine Rundfahrt im Wortsinne mehr. Bis 2011 änderte sich die Streckenführung der Flandern-Rundfahrt von Jahr zu Jahr nur unwesentlich. Nachdem die ersten rund 150 km auf flacher Strecke absolviert worden waren, führte der zweite Teil des rund 250 km langen Rennens durch die hügelige Gegend der so genannten „Flämischen Ardennen“, oft auf engen Wegen und über kurze, steile Anstiege.  Letzte Anstiege waren regelmäßig die Mauer von Geraardsbergen und der Bosberg vor dem Ziel auf dem Halsesteenweg in Meerbeke.
Da der Vertrag mit Meerbeke als Zielstadt 2011 auslief, wurde ab 2012 Oudenaarde als neuer Zielort ausgewählt. Nach etwa 100 km flachem Rennverlauf zu Beginn werden nunmehr drei unterschiedlich große Runden ausgehend von Berchem zurückgelegt, bevor eine 9 km lange Zielgerade am linken Scheldeufer Richtung Oudenaarde führt. Als Folge des neuen Zielorts war die Mauer von Geraardsbergen (mit wenigen Ausnahmen) nicht mehr Teil der Streckenführung. Eine entscheidende Rolle fällt nunmehr dem Oude Kwaremont und dem Paterberg zu. Diese werden drei- bzw. zweimal überquert und sind auch die letzten Steigungen vor dem Ziel.
2017 wechselte der Start nach Antwerpen, nachdem er zuvor eine Zeitlang in Sint-Niklaas und in Brügge gewesen war. Der Vertrag mit Antwerpen wurde für 5 Jahre abgeschlossen. 2023 befand sich der Start wieder in Brügge, bis vorerst 2027 sollen sich die beiden Startorte abwechseln.
Entscheidend für den Ausgang des Rennens sind die dort angefahrenen zahlreichen Hellingen, kurze und steile Anstiege von meist nicht mehr als 2 Kilometer Länge und 60–100 Meter Höhenunterschied, aber bis über 20 Prozent Steigung, die zudem zum Großteil nicht asphaltiert sind. Im derzeitigen Rennverlauf werden im Finale neben dem Oude Kwaremont und dem Paterberg der Koppenberg, Taaienberg und der Kruisberg in Ronse befahren. Die „Kasseien“ (flämisch für Kopfsteinpflaster) fallen bei der Ronde regelmäßig mit den Hellingen zusammen, was die Anstiege umso schwieriger macht. Ausnahmen bilden etwa die Paddestraat oder die Kerkgate, jeweils über zwei Kilometer lange flache Passagen auf Kopfsteinpflaster.
Der Koppenberg (seit 1977 auf Anregung des belgischen Unternehmers Paul Hoffmann in die Strecke integriert) befand sich von 1988 bis 2001 nicht im Programm, nachdem der Fahrer Jesper Skibby 1987 am Anstieg gestürzt und anschließend sein Rad vom Jury-Auto überfahren worden waren. Nach einer gründlichen Überholung des Kopfsteinpflasters wurde der Berg 2002 wieder in die Strecke integriert.

## Die Flandern-Rundfahrt im öffentlichen Raum
Aufgrund der großen Popularität der Flandern-Rundfahrt gibt es entlang der Strecke mehrere Erinnerungsorte:
- Am Marktplatz von Oudenaarde steht mit dem Centrum Ronde van Vlaanderen ein Museum, das dem Rennen gewidmet ist.[92]

- Parallel zu einem Abschnitt der N36 zwischen Berchem und Ronse verläuft die Ronde van Vlaanderenstraat, die mehrfach im Verlauf des Rennens befahren wird. Hier steht das 1964 eingeweihte Denkmal für Karel Van Wijnendaele, den Begründer der Rundfahrt. Die Namen der Sieger sind auf der Fahrbahn verzeichnet, seit 2023 auch mit Fotos auf einer eigenes gefertigten Holzwand.[93][94][95]

- Die Paddestraat ist ein über zwei Kilometer langer Kopfsteinabschnitt bei Velzeke-Ruddershove, die seit 1973 regelmäßig im Programm der Rundfahrt stand. Im Ort steht ein Denkmal, das die Sieger derjenigen Jahre auflistet, in denen die Paddestraat befahren wurde.[96][97]

- Der Ort Meerbeke war von 1973 bis 2011 Zielankunft der Flandern-Rundfahrt. Neben der Kirche, auf Höhe der ehemaligen Ziellinie, befindet sich eine Skulptur zweier Rennfahrer. Sie ist Edgard De Caluwé aus dem Nachbarort Denderwindeke gewidmet, der 1938 die Rundfahrt gewann.[98]

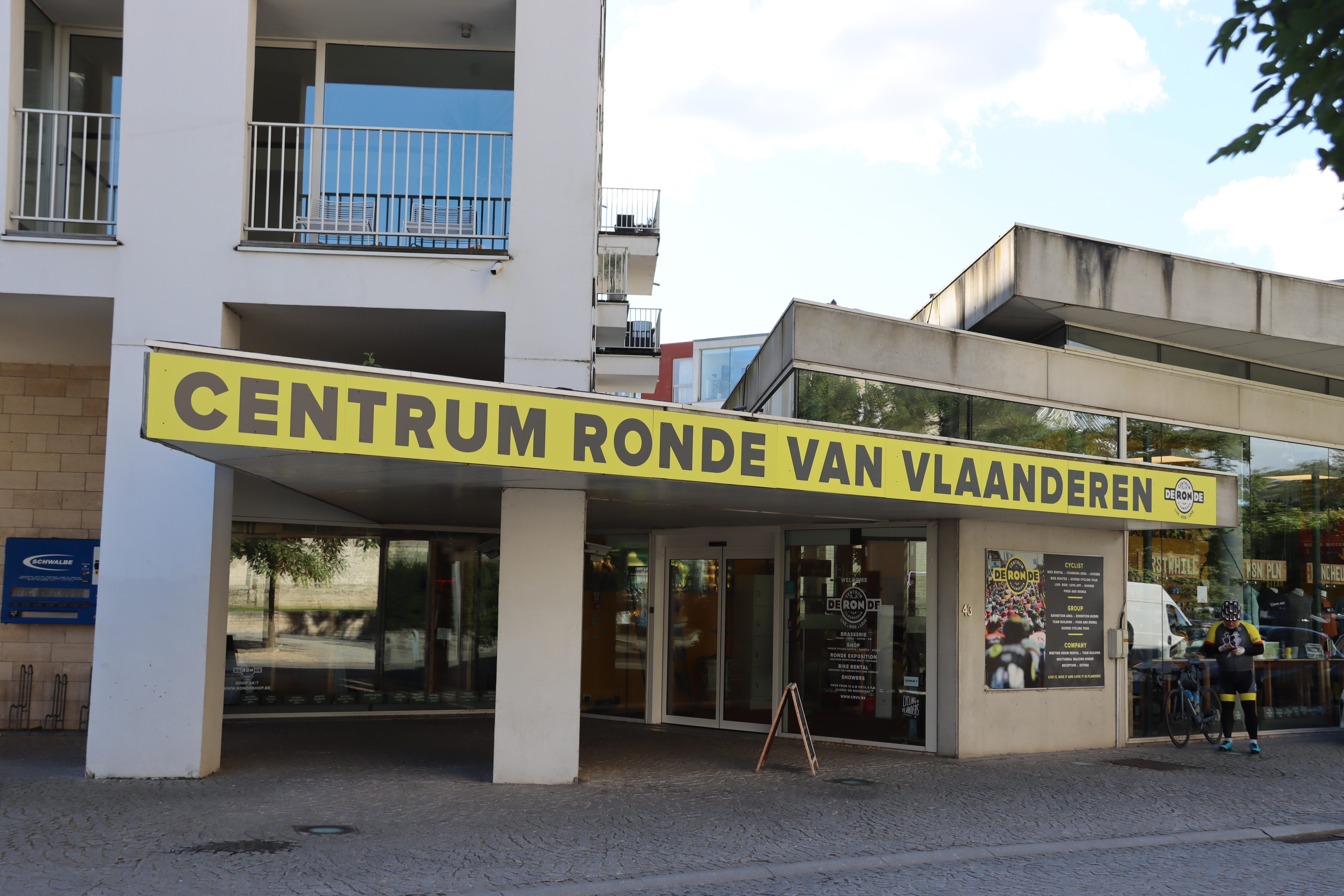
Das Centrum Ronde van Vlaanderen in Oudenaarde
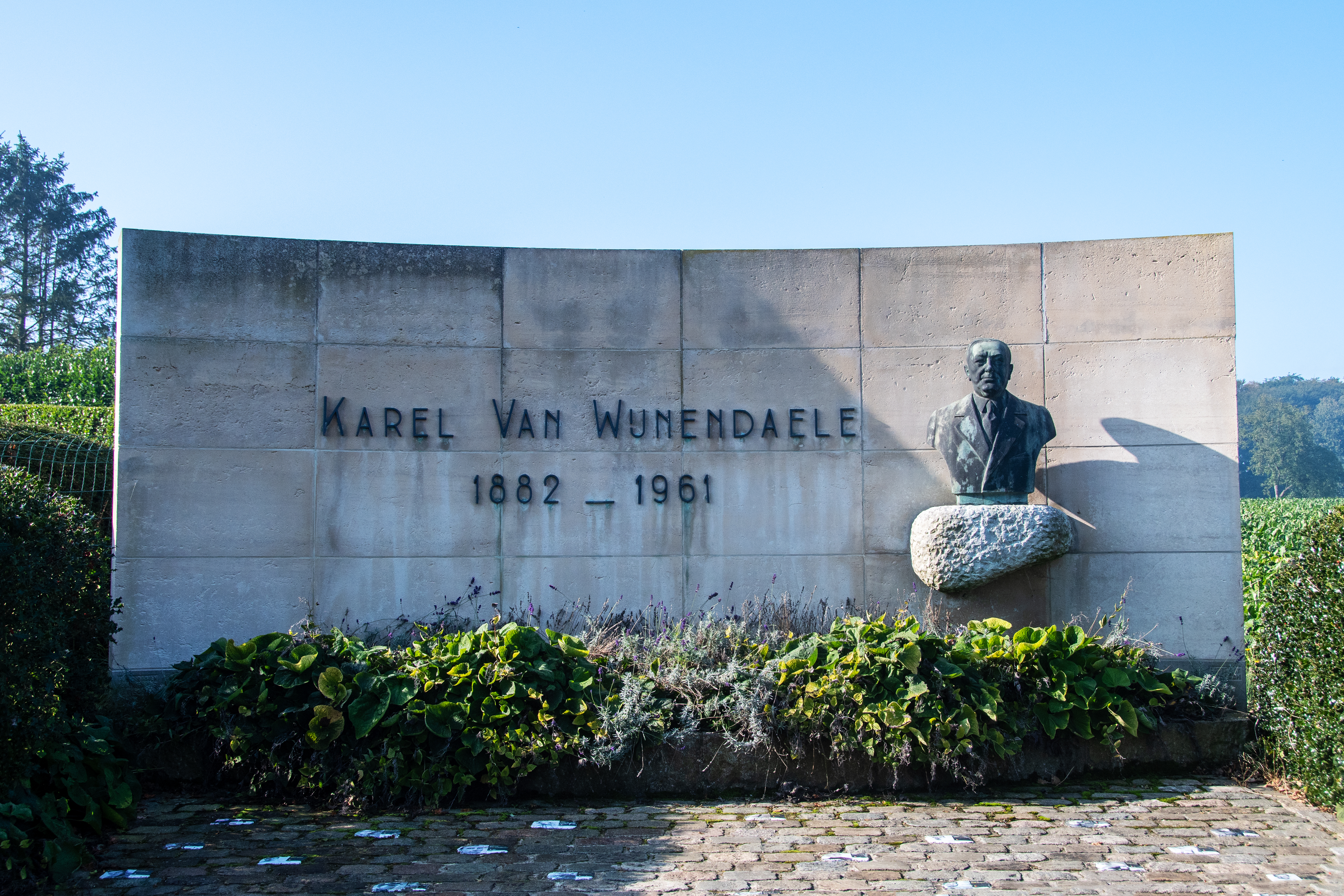
Karel-van-Wijnendaele-Denkmal an der Ronde van Vlaanderenstraat
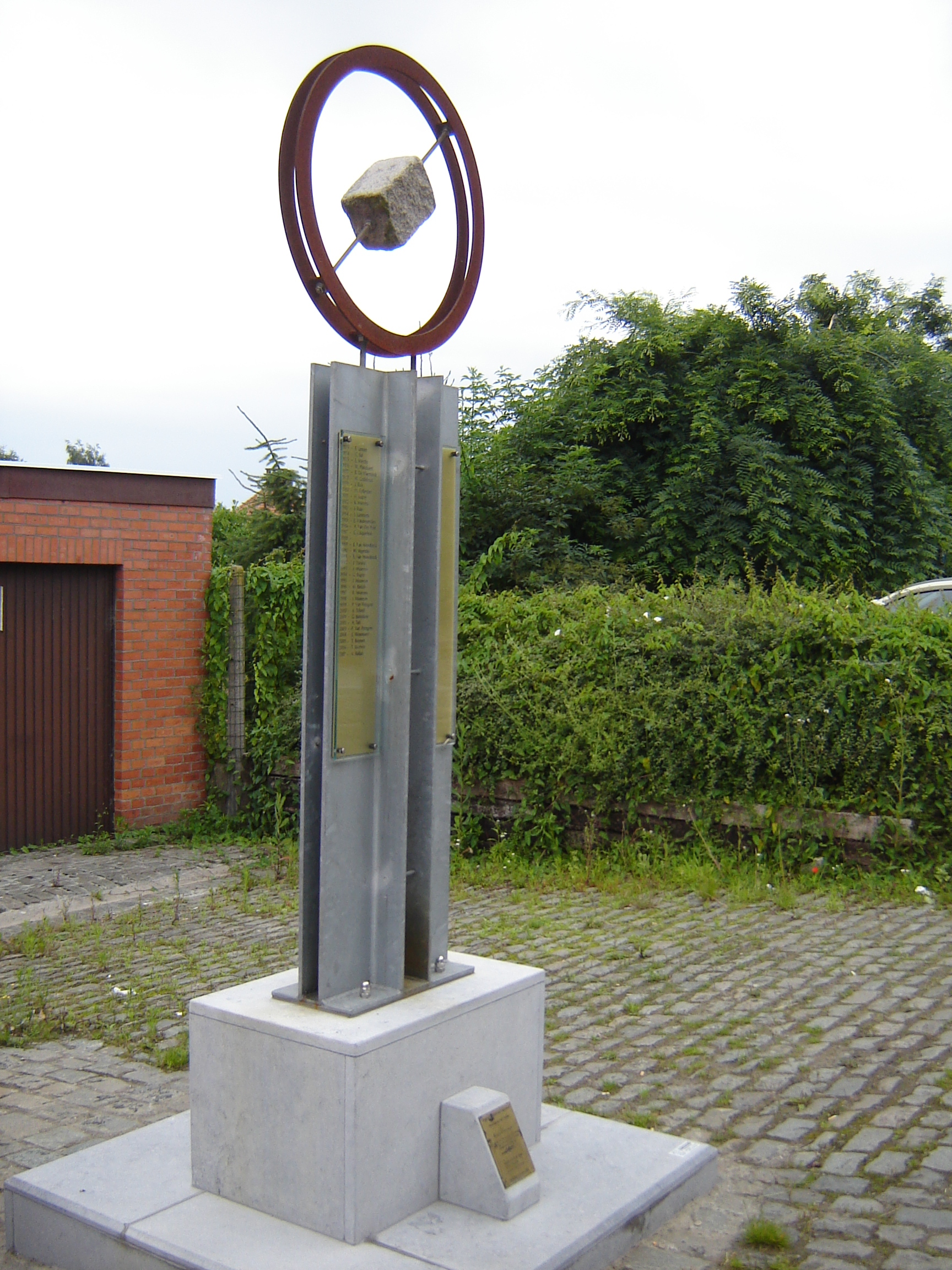
Denkmal an der Paddestraat
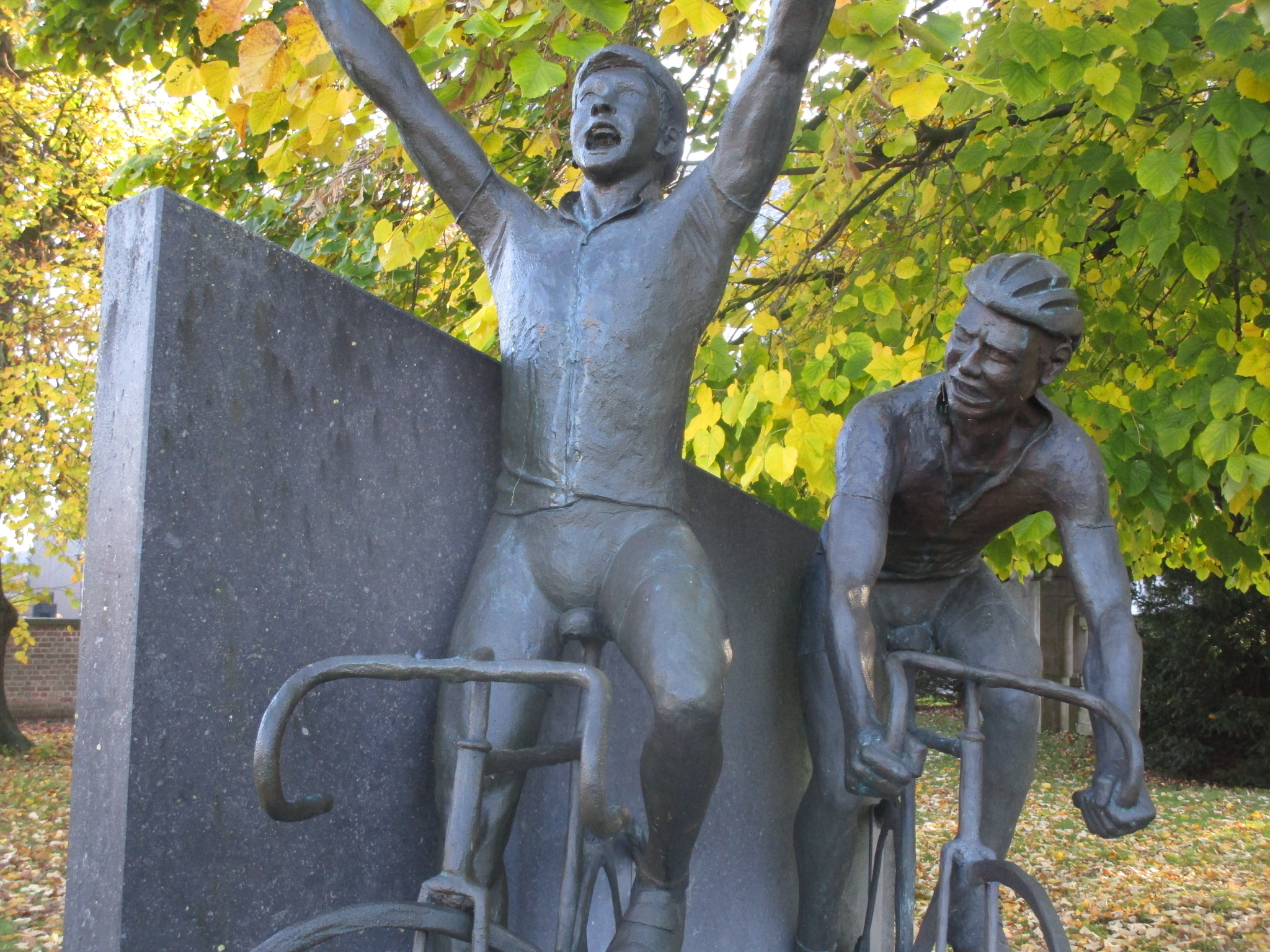
Denkmal in Meerbeke

- Das Fietsenmonument von Brakel ist ein 2005 angefertigter Turm aus zahlreichen Fahrrädern, das 2005 angefertigt wurde, als Brakel Dorp van de Ronde war. Es stand lange Zeit auf einem Kreisel in der Ortsmitte im Anlauf zur Steigung Ten Bosse. 2022 wurde es wegen Bauarbeiten in den Ortsteil Parike verlegt und in den Farben der UCI bzw. des Regenbogentrikots angestrichen.[99]

- Eine verfallene Kapelle beim Romanshof nahe Schorisse wurde vom Hofbesitzer wieder hergerichtet und 2011 als Kapel van de Ronde eingeweiht. Neben der religiösen Devotionalien sind die Wände mit einem Porträt Peter Van Petegems und einer Liste der Rundfahrt-Sieger versehen.[100]

- Entlang der Mauer von Geraardsbergen, die lange Zeit zu den markantesten Punkten der Strecke zählte, ist seit 2006 eine Poëzieroute mit sieben Stationen installiert, die durch Kunstwerke und Gedichte mit Radsport-Bezug gekennzeichnet sind.[101]

Darüber hinaus gibt es in Belgien zahlreiche Denkmäler, die den Siegern der Flandern-Rundfahrt gewidmet sind. Direkt an der heutigen Strecke steht eine Skulptur zu Ehren des dreifachen Siegers Tom Boonen, die seine Beine zeigen soll; sie wurde 2023 eingeweiht. Ebenfalls an der Strecke, aber ohne direkten Bezug zur Flandern-Rundfahrt, findet sich die Wielermuur in Ronse, eine große Wandmalerei, die anlässlich der Straßenradsport-Weltmeisterschaften 1988 erstellt wurde.

## Palmarès

### Profis / Elite
| Jahr                                           | Sieger               | Zweiter                | Dritter                    |
| ---------------------------------------------- | -------------------- | ---------------------- | -------------------------- |
| 1913                                           | Paul Deman           | Joseph Vandaele        | Victor Doms                |
| 1914                                           | Marcel Buysse        | Henri Van Lerberghe    | Pierre Van de Velde        |
| 1915–1918: keine Austragung – Erster Weltkrieg |                      |                        |                            |
| 1919                                           | Henri Van Lerberghe  | Léon Buysse            | Jules Vanhevel             |
| 1920                                           | Jules Vanhevel       | Albert Dejonghe        | Alfons Van Hecke           |
| 1921                                           | René Vermandel       | Jules Vanhevel         | Louis Budts                |
| 1922                                           | Léon Devos           | Jean Brunier           | Francis Pélissier          |
| 1923                                           | Heiri Suter          | Charles Deruyter       | Albert Dejonghe            |
| 1924                                           | Gerard Debaets       | René Vermandel         | Félix Sellier              |
| 1925                                           | Julien Delbecque     | Joseph Pe              | Hector Martin              |
| 1926                                           | Denis Verschueren    | Gustaaf Van Slembrouck | Raymond Decorte            |
| 1927                                           | Gerard Debaets       | Gustaaf Van Slembrouck | Maurice De Waele           |
| 1928                                           | Jan Mertens          | August Mortelmans      | Louis Delannoy             |
| 1929                                           | Jef Dervaes          | Georges Ronsse         | Alfred Haemerlinck         |
| 1930                                           | Frans Bonduel        | Aimé Dossche           | Émile Joly                 |
| 1931                                           | Romain Gijssels      | Cesar Bogaert          | Jean Aerts                 |
| 1932                                           | Romain Gijssels      | Alfons Deloor          | Alfred Haemerlinck         |
| 1933                                           | Alfons Schepers      | Léon Tommies           | Romain Gijssels            |
| 1934                                           | Gaston Rebry         | Alfons Schepers        | Félicien Vervaecke         |
| 1935                                           | Louis Duerloo        | Eloi Meulenberg        | Corneille Leemans          |
| 1936                                           | Louis Hardiquest     | Edgard De Caluwé       | François Neuville          |
| 1937                                           | Michel D'Hooghe      | Hubert Deltour         | Louis Hardiquest           |
| 1938                                           | Edgard De Caluwé     | Sylvère Maes           | Marcel Kint                |
| 1939                                           | Karel Kaers          | Romain Maes            | Edward Vissers             |
| 1940                                           | Achiel Buysse        | Georges Christiaens    | Albéric Schotte            |
| 1941                                           | Achiel Buysse        | Gustaaf Van Overloop   | Odiel Van Den Meersschaut  |
| 1942                                           | Albéric Schotte      | Georges Claes          | Robert Van Eenaeme         |
| 1943                                           | Achiel Buysse        | Albert Sercu           | Camille Beeckman           |
| 1944                                           | Rik Van Steenbergen  | Albéric Schotte        | Jef Moerenhout             |
| 1945                                           | Sylvain Grysolle     | Albert Sercu           | Jef Moerenhout             |
| 1946                                           | Rik Van Steenbergen  | Louis Thiétard         | Albéric Schotte            |
| 1947                                           | Emiel Faingnaert     | Roger Desmet           | Rik Renders                |
| 1948                                           | Albéric Schotte      | Albert Ramon           | Marcel Rijckaert           |
| 1949                                           | Fiorenzo Magni       | Valère Ollivier        | Albéric Schotte            |
| 1950                                           | Fiorenzo Magni       | Albéric Schotte        | Louis Caput                |
| 1951                                           | Fiorenzo Magni       | Bernard Gauthier       | Attilio Redolfi            |
| 1952                                           | Roger Decock         | Loretto Petrucci       | Albéric Schotte            |
| 1953                                           | Wim van Est          | Désiré Keteleer        | Bernard Gauthier           |
| 1954                                           | Raymond Impanis      | François Mahé          | Alfons Van den Brande      |
| 1955                                           | Louison Bobet        | Hugo Koblet            | Rik Van Steenbergen        |
| 1956                                           | Jean Forestier       | Stan Ockers            | Leon Vandaele              |
| 1957                                           | Fred De Bruyne       | Jef Planckaert         | Norbert Kerckhove          |
| 1958                                           | Germain Derycke      | Willy Truye            | Angelo Conterno            |
| 1959                                           | Rik Van Looy         | Frans Schoubben        | Gilbert Desmet             |
| 1960                                           | Arthur De Cabooter   | Jean Graczyk           | Rik Van Looy               |
| 1961                                           | Tom Simpson          | Nino Defilippis        | Jo de Haan                 |
| 1962                                           | Rik Van Looy         | Michel Van Aerde       | Norbert Kerckhove          |
| 1963                                           | Noël Foré            | Frans Melckenbeeck     | Tom Simpson                |
| 1964                                           | Rudi Altig           | Benoni Beheyt          | Jo de Roo                  |
| 1965                                           | Jo de Roo            | Edward Sels            | Georges Van Coningsloo     |
| 1966                                           | Edward Sels          | Adriano Durante        | Georges Vandenberghe       |
| 1967                                           | Dino Zandegù         | Noël Foré              | Eddy Merckx                |
| 1968                                           | Walter Godefroot     | Rudi Altig             | Jan Janssen                |
| 1969                                           | Eddy Merckx          | Felice Gimondi         | Marino Basso               |
| 1970                                           | Eric Leman           | Walter Godefroot       | Eddy Merckx                |
| 1971                                           | Evert Dolman         | Frans Kerremans        | Cyrille Guimard            |
| 1972                                           | Eric Leman           | André Dierickx         | Frans Verbeeck             |
| 1973                                           | Eric Leman           | Freddy Maertens        | Eddy Merckx                |
| 1974                                           | Cees Bal             | Frans Verbeeck         | Eddy Merckx                |
| 1975                                           | Eddy Merckx          | Frans Verbeeck         | Marc Demeyer               |
| 1976                                           | Walter Planckaert    | Francesco Moser        | Marc Demeyer               |
| 1977                                           | Roger De Vlaeminck   | Walter Godefroot       | Jan Raas                   |
| 1978                                           | Walter Godefroot     | Michel Pollentier      | Gregor Braun               |
| 1979                                           | Jan Raas             | Marc Demeyer           | Daniel Willems             |
| 1980                                           | Michel Pollentier    | Francesco Moser        | Jan Raas                   |
| 1981                                           | Hennie Kuiper        | Frits Pirard           | Jan Raas                   |
| 1982                                           | René Martens         | Eddy Planckaert        | Rudy Pevenage              |
| 1983                                           | Jan Raas             | Ludo Peeters           | Marc Sergeant              |
| 1984                                           | Johan Lammerts       | Sean Kelly             | Jean-Luc Vandenbroucke     |
| 1985                                           | Eric Vanderaerden    | Phil Anderson          | Hennie Kuiper              |
| 1986                                           | Adrie van der Poel   | Sean Kelly             | Jean-Philippe Vandenbrande |
| 1987                                           | Claude Criquielion   | Sean Kelly             | Eric Vanderaerden          |
| 1988                                           | Eddy Planckaert      | Phil Anderson          | Adrie van der Poel         |
| 1989                                           | Edwig Van Hooydonck  | Herman Frison          | Dag Otto Lauritzen         |
| 1990                                           | Moreno Argentin      | Rudy Dhaenens          | John Talen                 |
| 1991                                           | Edwig Van Hooydonck  | Johan Museeuw          | Rolf Sørensen              |
| 1992                                           | Jacky Durand         | Thomas Wegmüller       | Edwig Van Hooydonck        |
| 1993                                           | Johan Museeuw        | Frans Maassen          | Dario Bottaro              |
| 1994                                           | Gianni Bugno         | Johan Museeuw          | Andreï Tchmil              |
| 1995                                           | Johan Museeuw        | Fabio Baldato          | Andreï Tchmil              |
| 1996                                           | Michele Bartoli      | Fabio Baldato          | Johan Museeuw              |
| 1997                                           | Rolf Sørensen        | Frédéric Moncassin     | Franco Ballerini           |
| 1998                                           | Johan Museeuw        | Stefano Zanini         | Andreï Tchmil              |
| 1999                                           | Peter Van Petegem    | Frank Vandenbroucke    | Johan Museeuw              |
| 2000                                           | Andreï Tchmil        | Dario Pieri            | Romāns Vainšteins          |
| 2001                                           | Gianluca Bortolami   | Erik Dekker            | Denis Zanette              |
| 2002                                           | Andrea Tafi          | Johan Museeuw          | Peter Van Petegem          |
| 2003                                           | Peter Van Petegem    | Frank Vandenbroucke    | Stuart O’Grady             |
| 2004                                           | Steffen Wesemann     | Leif Hoste             | Dave Bruylandts            |
| 2005                                           | Tom Boonen           | Andreas Klier          | Peter Van Petegem          |
| 2006                                           | Tom Boonen           | Leif Hoste             | George Hincapie            |
| 2007                                           | Alessandro Ballan    | Leif Hoste             | Luca Paolini               |
| 2008                                           | Stijn Devolder       | Nick Nuyens            | Juan Antonio Flecha        |
| 2009                                           | Stijn Devolder       | Heinrich Haussler      | Philippe Gilbert           |
| 2010                                           | Fabian Cancellara    | Tom Boonen             | Philippe Gilbert           |
| 2011                                           | Nick Nuyens          | Sylvain Chavanel       | Fabian Cancellara          |
| 2012                                           | Tom Boonen           | Filippo Pozzato        | Alessandro Ballan          |
| 2013                                           | Fabian Cancellara    | Peter Sagan            | Jürgen Roelandts           |
| 2014                                           | Fabian Cancellara    | Greg Van Avermaet      | Sep Vanmarcke              |
| 2015                                           | Alexander Kristoff   | Niki Terpstra          | Greg Van Avermaet          |
| 2016                                           | Peter Sagan          | Fabian Cancellara      | Sep Vanmarcke              |
| 2017                                           | Philippe Gilbert     | Greg Van Avermaet      | Niki Terpstra              |
| 2018                                           | Niki Terpstra        | Mads Pedersen          | Philippe Gilbert           |
| 2019                                           | Alberto Bettiol      | Kasper Asgreen         | Alexander Kristoff         |
| 2020                                           | Mathieu van der Poel | Wout van Aert          | Alexander Kristoff         |
| 2021                                           | Kasper Asgreen       | Mathieu van der Poel   | Greg Van Avermaet          |
| 2022                                           | Mathieu van der Poel | Dylan van Baarle       | Valentin Madouas           |
| 2023                                           | Tadej Pogačar        | Mathieu van der Poel   | Mads Pedersen              |
| 2024                                           | Mathieu van der Poel | Luca Mozzato           | Nils Politt                |
| 2025                                           | Tadej Pogačar        | Mads Pedersen          | Mathieu van der Poel       |

Mehrfachsieger: Jeweils drei Siege bei der Flandern-Rundfahrt haben der Italiener Fiorenzo Magni, der Schweizer Fabian Cancellara, der Niederländer Mathieu van der Poel sowie die Belgier Achiel Buysse, Johan Museeuw, Eric Leman und Tom Boonen aufzuweisen.
| #  | Name                 | Siege | Zweiter | Dritter | Siegjahre        |
| -- | -------------------- | ----- | ------- | ------- | ---------------- |
| 1  | Johan Museeuw        | 3     | 3       | 2       | 1993, 1995, 1998 |
| 2  | Mathieu van der Poel | 3     | 2       | 1       | 2020, 2022, 2024 |
| 3  | Fabian Cancellara    | 3     | 1       | 1       | 2010, 2013, 2014 |
| 4  | Tom Boonen           | 3     | 1       | 0       | 2005, 2006, 2012 |
| 5  | Achiel Buysse        | 3     | 0       | 0       | 1940, 1941, 1943 |
| 5  | Fiorenzo Magni       | 3     | 0       | 0       | 1949, 1950, 1951 |
| 5  | Eric Leman           | 3     | 0       | 0       | 1970, 1972, 1973 |
| 8  | Briek Schotte        | 2     | 2       | 4       | 1942, 1948       |
| 9  | Walter Godefroot     | 2     | 2       | 1       | 1968, 1978       |
| 10 | Eddy Merckx          | 2     | 0       | 4       | 1969, 1975       |
| 11 | Jan Raas             | 2     | 0       | 3       | 1979, 1983       |
| 12 | Peter Van Petegem    | 2     | 0       | 2       | 1999, 2003       |
| 13 | Romain Gijssels      | 2     | 0       | 1       | 1931, 1932       |
| 13 | Rik Van Steenbergen  | 2     | 0       | 1       | 1944, 1946       |
| 13 | Rik Van Looy         | 2     | 0       | 1       | 1959, 1962       |
| 13 | Edwig Van Hooydonck  | 2     | 0       | 1       | 1989, 1991       |
| 17 | Gerard Debaets       | 2     | 0       | 0       | 1924, 1927       |
| 17 | Stijn Devolder       | 2     | 0       | 0       | 2008, 2009       |
| 17 | Tadej Pogačar        | 2     | 0       | 0       | 2023, 2025       |

Sieger im Weltmeistertrikot: Nur sieben Radrennfahrern gelang es, die Flandern-Rundfahrt als amtierender Weltmeister, also im Regenbogentrikot, zu gewinnen:
- Louison Bobet – 1955
- Rik Van Looy – 1962
- Eddy Merckx – 1975
- Tom Boonen – 2006
- Peter Sagan – 2016
- Mathieu van der Poel – 2024
- Tadej Pogačar – 2025

### Frauen
| Jahr | Sieger                      | Zweiter                | Dritter                       |
| ---- | --------------------------- | ---------------------- | ----------------------------- |
| 2004 | Sülfija Sabirowa            | Trixi Worrack          | Leontien Zijlaard-van Moorsel |
| 2005 | Mirjam Melchers             | Susanne Ljungskog      | Monia Baccaille               |
| 2006 | Mirjam Melchers             | Christiane Soeder      | Loes Gunnewijk                |
| 2007 | Nicole Cooke                | Sülfija Sabirowa       | Marianne Vos                  |
| 2008 | Judith Arndt                | Kristin Armstrong      | Kirsten Wild                  |
| 2009 | Ina-Yoko Teutenberg         | Kirsten Wild           | Emma Johansson                |
| 2010 | Grace Verbeke               | Marianne Vos           | Kirsten Wild                  |
| 2011 | Annemiek van Vleuten        | Tatjana Antoschina     | Marianne Vos                  |
| 2012 | Judith Arndt                | Kristin Armstrong      | Joëlle Numainville            |
| 2013 | Marianne Vos                | Ellen van Dijk         | Emma Johansson                |
| 2014 | Ellen van Dijk              | Lizzie Armitstead      | Emma Johansson                |
| 2015 | Elisa Longo Borghini        | Jolien D’hoore         | Anna van der Breggen          |
| 2016 | Lizzie Armitstead           | Emma Johansson         | Chantal Blaak                 |
| 2017 | Coryn Rivera                | Gracie Elvin           | Chantal Blaak                 |
| 2018 | Anna van der Breggen        | Amy Pieters            | Annemiek van Vleuten          |
| 2019 | Marta Bastianelli           | Annemiek van Vleuten   | Cecilie Uttrup Ludwig         |
| 2020 | Chantal van den Broek-Blaak | Amy Pieters            | Lotte Kopecky                 |
| 2021 | Annemiek van Vleuten        | Lisa Brennauer         | Grace Brown                   |
| 2022 | Lotte Kopecky               | Annemiek van Vleuten   | Chantal van den Broek-Blaak   |
| 2023 | Lotte Kopecky               | Demi Vollering         | Elisa Longo Borghini          |
| 2024 | Elisa Longo Borghini        | Katarzyna Niewiadoma   | Shirin van Anrooij            |
| 2025 | Lotte Kopecky               | Pauline Ferrand-Prévot | Liane Lippert                 |

### Amateure/U23
Ab 1936 gab es eine Amateur-Ausgabe des Rennens, die ab 1996 in einen U23-Wettbewerb überführt wurde. 2020 und 2021 musste das Rennen aufgrund der Corona-Pandemie ausfallen, bevor es offiziell eingestellt wurde.
- 1936  W. ’t Jolijn
- 1937  Roger Dujardin
- 1938  André Declerck
- 1939  Albert Sercu
- 1940–1946 keine Austragung
- 1947  Florent Rondelé
- 1948  Roger Decock
- 1949  Valère Mekeirel
- 1950  Joseph Lefèvre
- 1951  A. Deschacht
- 1952  Lucien Victor
- 1953  René Muylle
- 1954  Wim Rusman
- 1955  Arthur De Cabooter
- 1956  Gustaaf De Smet
- 1957  José Denoyette
- 1958  Georges Mortiers
- 1959  Constant Goossens
- 1960  Willy Vanden Berghen
- 1961  Ernest Dumez
- 1962  Edward Sels
- 1963  August Verhaegen
- 1964 keine Austragung
- 1965  Jos Boons
- 1966  Gregoire Van Kuyck
- 1967  Valere Vansweevelt
- 1968  André Dierickx
- 1969  Rik Van Linden
- 1970  Marcel Sannen
- 1971  Marc Demeyer
- 1972  Yvan Benaets
- 1973  Marc Meernhout
- 1974  Marcel Van Der Slagmolen
- 1975  Eddy Copmans
- 1976  Paul De Keyser
- 1977  Johnny De Nul
- 1978  Patrick Devos
- 1979  Luc Colyn
- 1980  Werner Devos
- 1981  Eric Vanderaerden
- 1982  Noël Segers
- 1983  Frank Verleyen
- 1984  Philippe Deleye
- 1985  Franky Pattyn
- 1986  Edwig Van Hooydonck
- 1987  Marc Assez
- 1988  Eddy Vancraeynest
- 1989  Peter Hoydonckx
- 1990  Wim Sels
- 1991  Nico Desmet
- 1992  Wim Omloop
- 1993  Mario Liboton
- 1994  Ludo Giesberts
- 1995  Johan De Geyter
- 1996  Ludovic Capelle
- 1997  Ludovic Capelle
- 1998  Jurgen Guns
- 1999  Kevin Hulsmans
- 2000  Bobbie Traksel
- 2001  Roy Sentjens
- 2002  Nick Nuyens
- 2003  Wim De Vocht
- 2004  Giovanni Visconti
- 2005  Kenny Dehaes
- 2006  Kevyn Ista
- 2007  Alexandru Pliușchin
- 2008  Gatis Smukulis
- 2009  Jan Ghyselinck
- 2010  Marko Kump
- 2011  Salvatore Puccio
- 2012  Kenneth Vanbilsen
- 2013  Rick Zabel
- 2014  Dylan Groenewegen
- 2015  Alexander Edmondson
- 2016  David Per
- 2017  Eddie Dunbar
- 2018  James Whelan
- 2019  Andreas Stokbro

### Junioren
Eine Version des Rennens für Junioren (17 und 18 Jahre alte Sportler) wird seit 1975 abgehalten, üblicherweise im Juli oder August.
- 1975  Benjamin Vermeulen
- 1976  Hugues Cosaert
- 1977  Patrick Vermeulen
- 1978  Daniel Rossel
- 1979  Eric Vanderaerden
- 1980  Willy Boden
- 1981  Pino Cerami
- 1982  Ludwig Van Tittelboom
- 1983  Jan Mattheus
- 1984  Kurt Van Keirsbulck
- 1985  Luc Van Parijs
- 1986  Luc Heuvelmans
- 1987  Carl Roes
- 1988  Claude De Bodt
- 1989  Jo Planckaert
- 1990  Hendrik Van Dijck
- 1991  Koen Dierickx
- 1992  Geert Verdeyen
- 1993  Wilfried Cretskens
- 1994  Dieter Verleyen
- 1995  Wesley Theunis
- 1996  Stijn Devolder
- 1997  Stijn Devolder
- 1998  Jurgen Van Goolen
- 1999  Bill Vandererven
- 2000  Kevin Neirynck
- 2001  Johnny Hoogerland
- 2002  Tom Stamsnijder
- 2003  Erwin Roemans
- 2004  Michiel Van Aelbroeck
- 2005  Jan Ghyselinck
- 2006  Sven Vandousselaere
- 2007  Jens Debusschere
- 2008  Thomas Debrabandere
- 2009  Joeri Stallaert
- 2010  Jef Van Meirhaeghe
- 2011  Martijn Degreve
- 2012  Ricardo van Dongen
- 2013  Jenthe Biermans
- 2014  Aaron Verwilst
- 2015  Pavel Sivakov
- 2016  Timo de Jong
- 2017  Maikel Zijlaard
- 2018  Daniel Årnes
- 2019  William Blume Levy
- 2020–2021 wegen COVID-19-Pandemie abgesagt
- 2022  Romet Pajur
- 2023  Jarno Widar

### Juniorinnen
Erstmals 2022 gab es einen Wettbewerb für Juniorinnen, am selben Tag wie das Junioren-Rennen.
- 2022  Zoe Bäckstedt
- 2023  Cat Ferguson
- 2024  Célia Gery